# 马克14型核弹

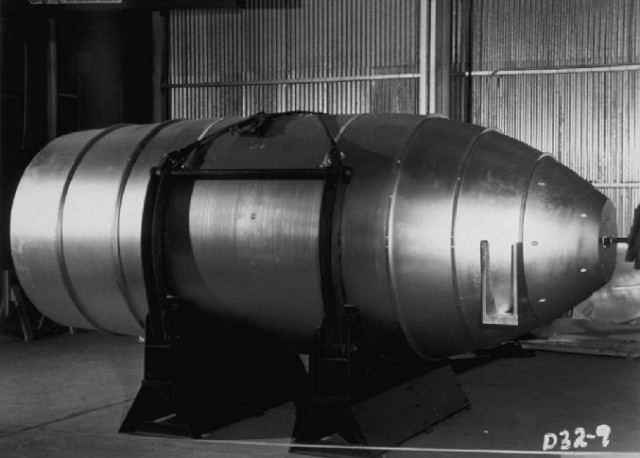
马克14型核弹。

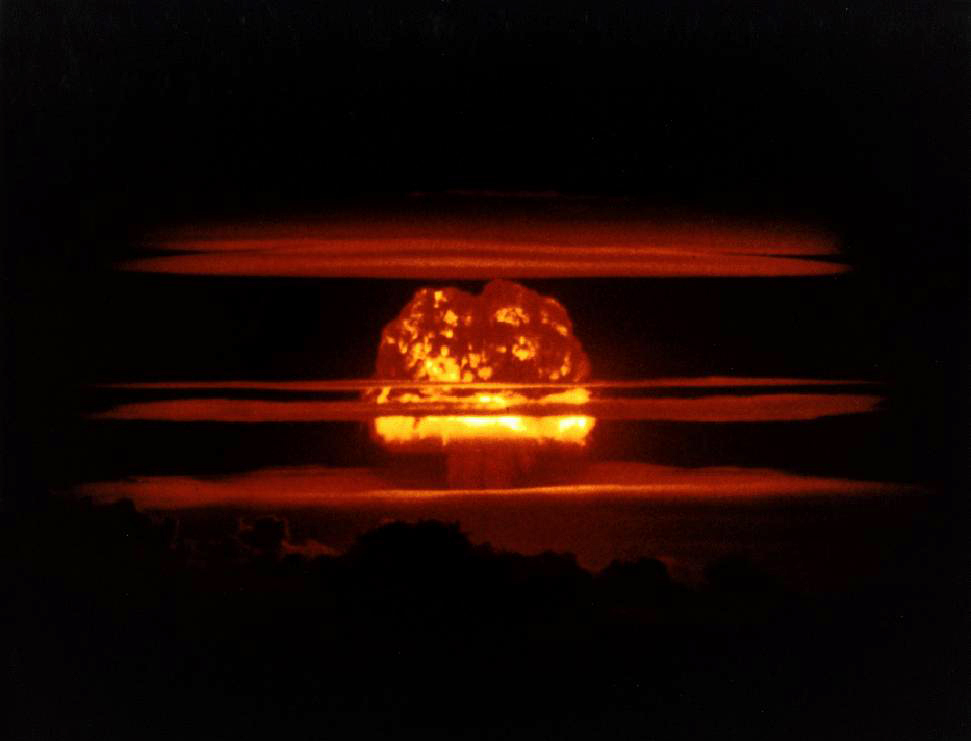
城堡行动实验期间对马克14的实际测试。

马克14型核弹（Mark 14 nuclear bomb）是1950年代由美国研发的战略级氢弹，也是第一颗以固体燃料分级的热核武器。这是一个设计实验品，于1954年初仅生产了五颗。它在1954年4月的城堡行动（Operation Castle）核试验期间进行了实际测试，爆炸当量为690万吨TNT。此型号的核弹通常被归为TX-14（“实验”）或EC-14（“应急能力”）。它也被称为“闹钟”，尽管它与爱德华泰勒早些时候提出的同名设计无关，苏联人则将其称为斯洛伊卡（Sloika）。

## 构造
该核弹使用的聚变燃料是95%浓度的锂同位素6 氘化锂，而它在当时是一种稀缺资源，这种稀缺性是导致Mk-14产量极为有限的主要原因。城堡行动中的测试表明，未富集的锂同位素7在核聚变反应中的作用与同位素6一样。 Mk-14的大小为1.56米宽，5.64米长。它们的重量在13.1吨到14.1吨之间，并使用了20米长的降落伞。 
城堡行动测试期间引爆的版本使用了RACER IV的内构部件。其总当量中有大约5吨是来自核裂变，这使其成为了一种非常“肮脏”的武器，也就是脏弹。 
到1956年，美国生产的全部五枚Mk-14的部件都已回收到Mark-17之中。